# Zjednoczone Królestwo Polskie
Zjednoczone Królestwo Polskie, inaczej odrodzone Królestwo Polskie (łac. Regnum Poloniae) – państwo polskie w okresie od 20 stycznia 1320 do 4 marca 1386, czyli za panowania dwóch ostatnich Piastów i Andegawenów. Administracyjnie dzieliło się na prowincje i województwa lub ziemie. Było położone w rejonie Wyżyn Polskich i Ukraińskich na terytorium współczesnej Polski i Ukrainy.
Państwo graniczyło z: Czechami (poprzez wasalne księstwa śląskie), Węgrami, księstwem halicko-wołyńskim (do 1340), Litwą, Mazowszem (od 1351 lenno Polski), Płockiem (od 1386 lenno Polski), państwem zakonu krzyżackiego. W 1370 osiągnęło maksymalny zasięg terytorialny 270 000 km² i liczyło wówczas około 2,5 mln mieszkańców.
Formą sprawowania władzy była monarchia stanowa, która zastąpiła feudalną monarchię patrymonialną. Głową państwa był król, który rządził krajem za pomocą rozwiniętej administracji państwowej. Lata 1320–1370 to okres zwiększania się władzy królewskiej, lecz już lata 1370–1386 to okres pomniejszania jej na rzecz szlachty. Miasta i wsie lokowano na prawie magdeburskim, poznańskim i chełmińskim. Ważnym dziełem króla Kazimierza były wydane w 1346 Statuty wiślicko-piotrkowskie, regulujące ustrój społeczny, prawo cywilne, karne, sądownictwo, administrację. Za jego panowania utworzono również koncepcję Korony Królestwa, która odbierała władcy prawo swobodnego dysponowania ziemiami państwa, tj. dzielenia królestwa między synów i nadawania jego ziem innym państwom.
Społeczeństwo dzieliło się na: szlachtę, mieszczaństwo, chłopów, duchowieństwo i Żydów. Głównymi narodowościami byli: Polacy, Niemcy, Rusini, Żydzi, Ormianie i Wołosi. Większość mieszkańców była chrześcijanami (katolikami łacińskimi i ormiańskimi, prawosławnymi); wyjątkiem byli Żydzi, którzy wyznawali judaizm. Wymienione wcześniej religie wytworzyły w Polsce własną, kościelną administrację.
Rozwój gospodarczy można zauważyć dopiero za rządów Kazimierza Wielkiego, ponieważ za rządów jego ojca Władysława Łokietka państwo prowadziło niemal nieustannie wojny z sąsiadami (Krzyżakami, Brandenburgią, Czechami) i ich sprzymierzeńcami, jednak z pomocą potężnego sąsiada – Węgier. Za rządów Kazimierza rozwinęło się rolnictwo, górnictwo, handel, kolonizacja, bito polską monetę – grosza krakowskiego; zwiększyło to dochody do skarbu państwa.
Najważniejszymi rzekami Królestwa były: Warta, Narew, Wisła, Pilica, San, Dniestr.
Państwo rozwinęło się również militarnie (za Kazimierza). Nadal podstawową siłą bojową było pospolite ruszenie składające się z ogółu szlachty. Do służby w armii wprowadzono również wójtów i sołtysów. By bronić granic wybudował wiele zamków i fortyfikacji. Każdy zamek musiał posiadać studnię. Wokół zamku nie budowano żadnych budynków a drzewa karczowano; były nie do zdobycia szczególnie jeżeli stały na wzgórzu. Często jedyną możliwością zdobycia zamku było zagłodzenie jego garnizonu. Miasta zostały ufortyfikowane i obciążone kosztami utrzymania fortyfikacji (murów, wież, bram miejskich). Chłopi byli powoływani pod broń tylko w sytuacjach krytycznych.

## Historia

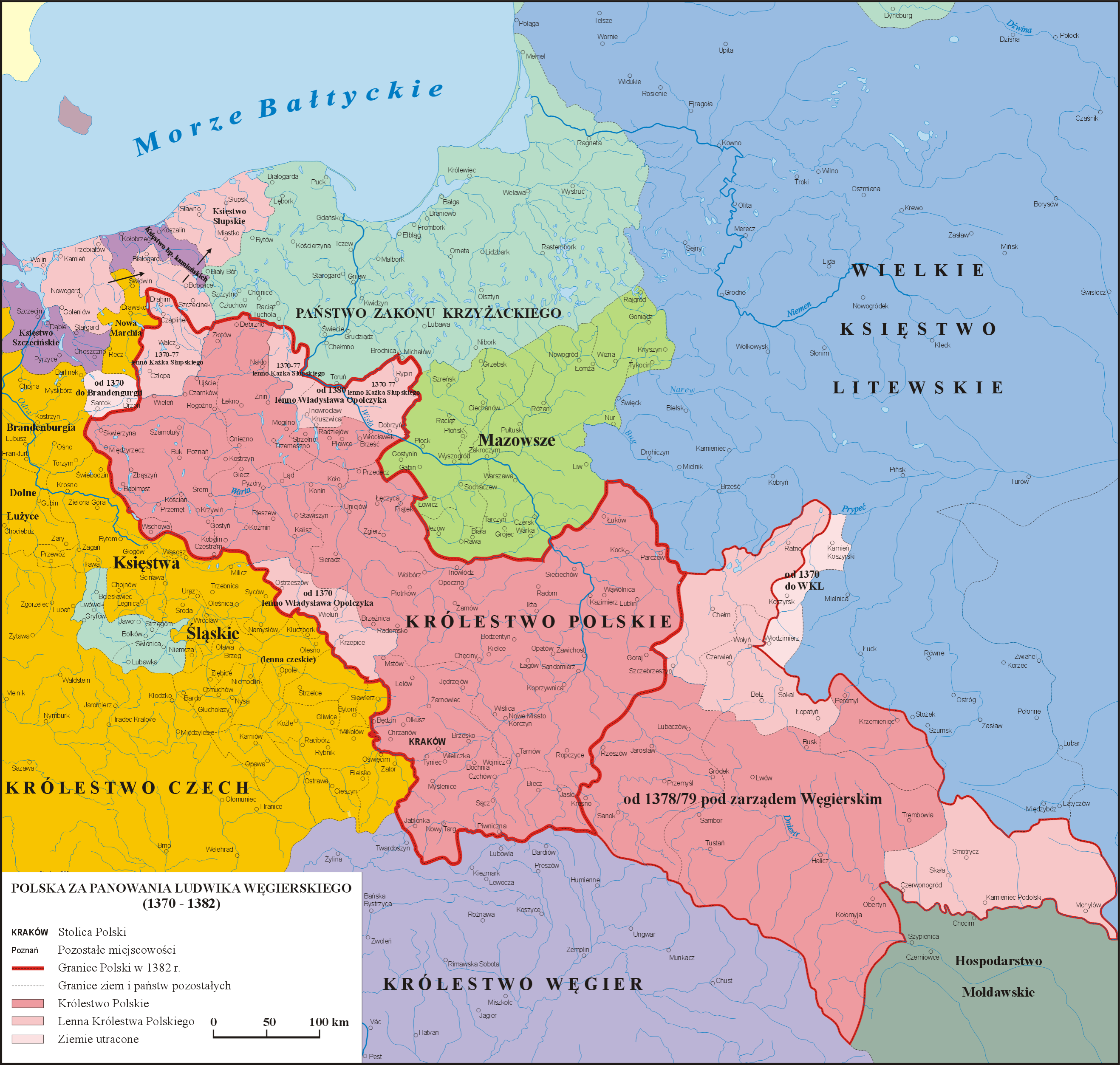
Królestwo Polskie za panowania dynastii węgierskiej (wraz z lennami)

W tym okresie Polska prowadziła wpierw wojnę z zakonem krzyżackim, a następnie przede wszystkim dyplomatyczne spory z Krzyżakami i Luksemburgami. W efekcie działań króla Kazimierza Wielkiego i jego doradców w 1335 Luksemburgowie otrzymali Śląsk i zrzekli się, w zamian za 20 000 kop groszy praskich, praw do tytułu króla Polski. Tym samym rządzący w Krakowie Piast został przez społeczność międzynarodową uznany za króla Polski. Działania prowadzone przez niego w kolejnych latach pozwoliły na zakończenie sporu z Krzyżakami i zawarcie pokoju kaliskiego (1343), a następnie podjęcie ekspansji na Ruś Halicko-Włodzimierską.
Po śmierci Kazimierza Wielkiego (1370) tron polski objął Ludwik Węgierski z dynastii Andegawenów. Okres jego rządów to zarazem początek supremacji szlachty w życiu politycznym kraju, obdarzonej w 1374 w Koszycach pierwszym przywilejem generalnym.
Po śmierci Ludwika (1382) nastąpił okres najdłuższego w historii bezkrólewia. Ostatecznie królem Polski 16 października 1384 została córka Ludwika, Jadwiga Andegaweńska. W 1386 Jadwiga poślubiła księcia litewskiego Jagiełłę, który 4 marca 1386 został koronowany na króla Polski.

## Stosunki międzynarodowe

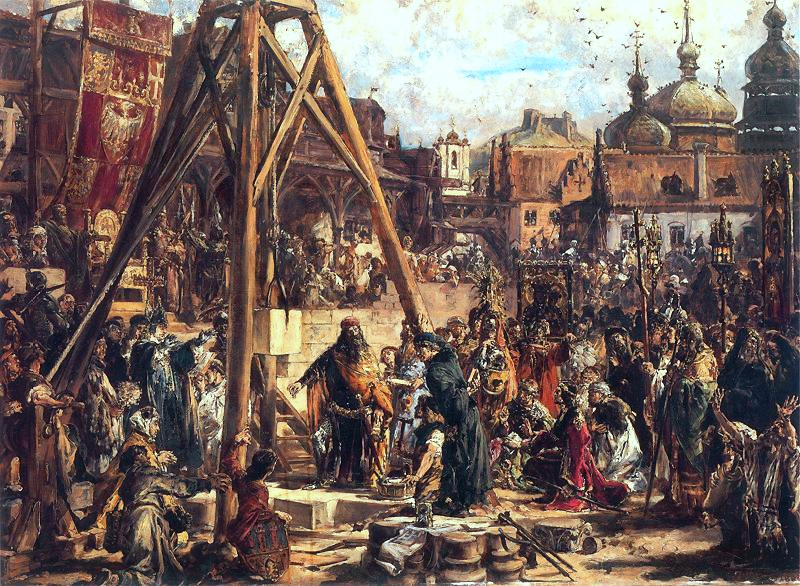
Powtórne zajęcie Rusi. Bogactwo i oświata. R.P. 1366., obraz Jana Matejki z cyklu Dzieje cywilizacji w Polsce.

### Konflikty zbrojne
- 1323–1323 – wyprawa polsko-węgierska na Ruś Halicko-Włodzimierską
- 1326–1329 – wojna polsko-brandenburska
- 1327–1332 – wojna polsko-krzyżacka
- 1327–1332 – wojna polsko-czeska
- 1340–1366 – wojna o księstwo halicko-włodzimierskie (etap 1 i 2)
- 1345–1348 – wojna polsko-czeska
- 1370–1392 – wojna o księstwo halicko-włodzimierskie (etap 3)
- 1381–1386 – konflikt z Siemowitem IV

#### Ważniejsze bitwy i oblężenia
- 1327 – bitwa pod Gostyninem
- 1331 – bitwa pod Płowcami
- 1332 – oblężenie Brześcia Kujawskiego
- 1340 – oblężenie Lwowa
- 1341 – bitwa nad Wisłą
- 1345 – oblężenie Krakowa
- 1350 – bitwa pod Żukowem
- 1375 – bitwa pod Gniewkowem
- 1376 – oblężenie Złotoryi

### Dyplomacja

#### Traktaty pokojowe
- 1332 – Zawieszenie broni między Polską a Czechami
- 1329 – Pokój polsko-brandenburski w Landsbergu
- 1343 – Pokój polsko-krzyżacki w Kaliszu
- 1348 – Pokój polsko-czeski w Namysłowie

#### Przymierza
- 1320 – sojusz polsko-węgierski
- 1325 – sojusz polsko-litewski
- 1335 – sojusz polsko-czesko-węgierski
- 1343 – sojusz polsko-zachodniopomorski
- 1345 – sojusz Wittelsbachów z Kazimierzem Wielkim i Ludwikiem Węgierskim

### Demografia
Duży przyrost demograficzny ludności miał miejsce już w XIII wieku, gdy do Polski zaczęli przybywać koloniści z zachodniej Europy (głównie osadnicy niemieccy i walońscy).
Wzrost liczby ludności w XIV wieku miał miejsce w całej Europie Środkowej (podczas, gdy na zachodzie zarazy doprowadziły do znacznego jej zmniejszenia). Polską demografię w tym okresie trudno jest prześledzić ze względu na zmiany terytorialne. Liczba ludności w dzielnicach różniła się od siebie, więc najlepiej byłoby obliczyć ludność według dzielnic, jednak ze względu na źródła historyczne jest to mało możliwe. Liczba ludności za Kazimierza Wielkiego wynosiła około 2 mln. Było to efektem ciągłych zmian terytorialnych – utratą Pomorza Gdańskiego i liczącego ok. 500 tys. mieszkańców Śląska oraz przyłączenia Rusi Halickiej (z niewielką liczbą ludności).

### Narodowości i grupy etniczne
Społeczeństwo Polski po zjednoczeniu składało się głównie z Polaków. Zamieszkiwało tu także sporo Żydów i Ormian. Po skierowaniu polskiej polityki ekspansyjnej na wschód i podboju księstwa halicko-wołyńskiego, do społeczeństwa dołączyli Rusini. Od czasu włączenia tegoż księstwa do Polski, stała się ona krajem różnorodnym pod względem etnicznym i religijnym. Na podbite ziemie ruskie zaczęli napływać kolejni osadnicy ormiańscy. Ze źródeł średniowiecznych możemy wywnioskować, że byli liczącą się w gospodarce częścią społeczeństwa Korony.
| Lp. | Narodowość, grupa etniczna | Język                     | Religia                      | Dodatkowe informacje |
| --- | -------------------------- | ------------------------- | ---------------------------- | -------------------- |
| 1.  | Polacy                     | polski                    | rzymski katolicyzm           |                      |
| 2.  | Żydzi                      | hebrajski, jidysz         | Judaizm                      |                      |
| 3.  | Rusini                     | ruski                     | Prawosławie                  |                      |
| 4.  | Niemcy                     | niemiecki                 | rzymski katolicyzm           |                      |
| 5.  | Ormianie                   | ormiański                 | Apostolski Kościół Ormiański |                      |
| 6.  | Wołosi                     | języki wschodnioromańskie | Prawosławie                  |                      |

## Dwór królewski

### Królowie

#### Luksemburgowie
- Jan Luksemburski
  - hrabia Luksemburga (1309–1346)
  - król Czech (1310–1346)
  - król Polski (1310–1335) (tytularny)[e]

#### Piastowie
- Władysław I Łokietek
  - książę brzeski (1267–1300)
  - książę sieradzki (1288–1300)
  - książę sandomierski (1289–1292)
  - lennik Wacława II (1292–1300)
  - regent w księstwie dobrzyńskim (1293–1295)
  - książę łęczycki (1294–1300)
  - książę wielkopolsko-pomorski (1296–1300)
  - książę wiślicki (1304–1320)
  - książę brzeski (1305–1320)
  - książę sieradzki (1305–1320)
  - książę sandomierski (1305–1320)
  - książę krakowski
  - książę gdański (1306–1309)
  - książę wielkopolski (1314–1320)
  - król Polski (Krakowa) (1320–1333)[e]
- Kazimierz III Wielki (syn Władysława I Łokietka)
  - król Polski (Krakowa) (1333–1370)[e]
  - kniaź halicki (1340–1343)
  - kniaź halicki (1349–1370)
  - kniaź Wołynia (1349–1350)

#### Andegawenowie
- Ludwik I Andegaweński, zw. Węgierskim (siostrzeniec Kazimierza III Wielkiego)
  - król Węgier (1342–1382)
  - król Polski (1370–1382)[f]
  - kniaź halicki (1370–1382)[g]
- Jadwiga Andegaweńska (córka Ludwika Andegaweńskiego)
  - król Polski (1384–1399)
  - kniaź halicki (1387–1399)

Giedyminowicze
- Władysław II Jagiełło
- król Polski (1386–1434)
- wielki książę Litewski

### Kazimierz III: król, królowe, kochanki
Pierwsze małżeństwo Kazimierza rozpoczęło się w 1325, czyli jeszcze za panowania jego ojca i było „dowodem” zawartego wcześniej sojuszu z pogańską Litwą. Przyszły król ożenił się z córką wielkiego księcia Litwy Giedymina – Aldoną, która po chrzcie przyjęła imię Anna. Dała mu dwie córki – Elżbietę i Kunegundę. W 1330 (wtedy małżeństwo dalej trwało) królewicz Kazimierz przebywał na misji dyplomatycznej w Budzie na przyjaznym Polsce, węgierskim dworze królewskim. Zapałał tam miłosną żądzą do ślicznej Klary Zach. Siostra Kazimierza, królowa Węgier Elżbieta, podobno zwabiła dziewczynę do sypialni i zaraz wyszła; wtedy zjawił się Kazimierz, który miał zniewolić pannę. Jej ojciec Felicjan Zach dowiedział się o zhańbieniu córki przez polskiego królewicza, krótko po jego powrocie do Krakowa. Rozwścieczony rycerz rzucił się z mieczem na króla Karola Roberta, którego żona Elżbieta (ta co zwabiła Klarę do sypialni) stanęła mu na drodze i broniąc męża straciła cztery palce. Jednak wściekłość rycerza Zacha osłabiła jego sprawność bojową, gdyż cięcia jego miecza były nieskuteczne, a podczaszy królewski bez trudu przebił go mieczem. Później cała rodzina Zachów została wymordowana. W 1333 zmarł król Władysław Łokietek, a Kazimierz został koronowany na króla. Sześć lat później, 26 maja 1339 królowa Aldona Anna zmarła. Jako pierwsza kobieta została pochowana na Wawelu.
W 2 lata później ożenił się z córką landgrafa heskiego Henryka II Żelaznego – Adelajdą. Niedługo po ślubie małżeństwo zaczęło się rozpadać ze względu na zdrady Kazimierza i brak potomstwa. Królowa została osadzona na zamku w Żarnowcu nad Pilicą.
Król Kazimierz III z nieznanej kochanki miał zapewne trzech synów (Niemierzę, Jana i Pełkę, którego istnienie nie jest pewne) i kilka córek. Około 1352 roku władca zakochał się w słynnej Żydówce Esterce.
Jerzy Wyrozumski sądzi, że to ona była matką Niemierza i Jana. To postać legendarna: mówiono, że Kazimierz wybudował dla niej zamek w Łobzowie, a w Opocznie pokazywano sobie dom królewskiej kochanki. Gdy jej rodacy odkryli, że Esterka nie przestrzega szabatu (podobno dzięki przekupionemu burmistrzowi), chcieli ją ukamienować, lecz ona uciekła podziemnymi korytarzami na Wawel, wcześniej jednak zakopując złoto i diamenty.
Po Esterce kolejną kochanką króla była piękna czeska mieszczanka Krystyna Rokiczana, z którą zawarł w 1356 morganatyczne małżeństwo. Doprowadziło to do powrotu królowej do Hesji. Miłość ta skończyła się po dopuszczeniu świadectwa oczu, gdy nie ufał relacji, przekonawszy się, że na głowie miała łysinę i parchy. Z nią się rozwiódł... Rozwód ten doprowadził do kolejnych zawirowań dynastycznych, gdyż ani żona, ani papież nie chcieli uznać rozwodu ni nowych mariażów. Jeszcze za życia królowej Adelajdy ożenił się ponownie w 1365 z Jadwigą głogowsko-żagańską, z którą miał trzy córki. W 1367 rozwiódł się z Adelajdą, a Jadwiga stała się królową Polski. Po śmierci króla żyła jeszcze 20 lat...
| Lp. | Żona               | Narodowość żony | Data urodzenia | Data śmierci | Okres trwania małżeństwa | Ojciec żony       | Potomstwo                | Dodatkowe informacje |
| --- | ------------------ | --------------- | -------------- | ------------ | ------------------------ | ----------------- | ------------------------ | --- |
| 1.  | Aldona Anna        | Litwinka        | 1310           | 1339         | 1325–1339                | Giedymin          | Elżbieta i Kunegunda     | |
| 2.  | Adelajda Heska     | Niemka          | 1321           | 1371         | 1341–1368                | Henryk II Żelazny | brak potomstwa           | Małżeństwo zakończone rozwodem w 1368 roku.                                                                                 |
| 3.  | Krystyna Rokiczana | Czeszka         | przed 1330     | po 1365      | 1356–1365                | brak danych       | brak potomstwa           | Małżeństwo morganatyczne, bigamiczne. Została odtrącona przez króla krótko po ślubie, po odkryciu u niej łysiny i świerzbu. |
| 4.  | Jadwiga żagańska   | Polka           | 1340/1350      | 1390         | 1365–1370                | Henryk V Żelazny  | Anna, Kunegunda, Jadwiga | 1365-1367 – małżeństwo bigamiczne, 1367-1370 – królowa Polski.                                                              |

| Lp. | Kochanka   | Narodowość kochanki | Data urodzenia | Data śmierci | Okres trwania romansu | Ojciec kochanki | Mąż kochanki | Dzieci z romansu           | Dodatkowe informacje                                                                      |
| --- | ---------- | ------------------- | -------------- | ------------ | --------------------- | --------------- | ------------ | -------------------------- | ----------------------------------------------------------------------------------------- |
| 1.  | Klara Zach | Węgierka            | ok. 1310       | 1335         | 1330                  | Felicjan Zach   | brak męża    | brak potomstwa             | Nie była kochanką; została podstępem zwabiona do sypialni, do której przyszedł Kazimierz. |
| 2.  | Esterka    | Żydówka             | brak danych    | brak danych  | ok. 1352-?            | brak danych     | brak męża    | prawdopodobnie dwóch synów |                                                                                           |

### Jadwiga: dwa śluby

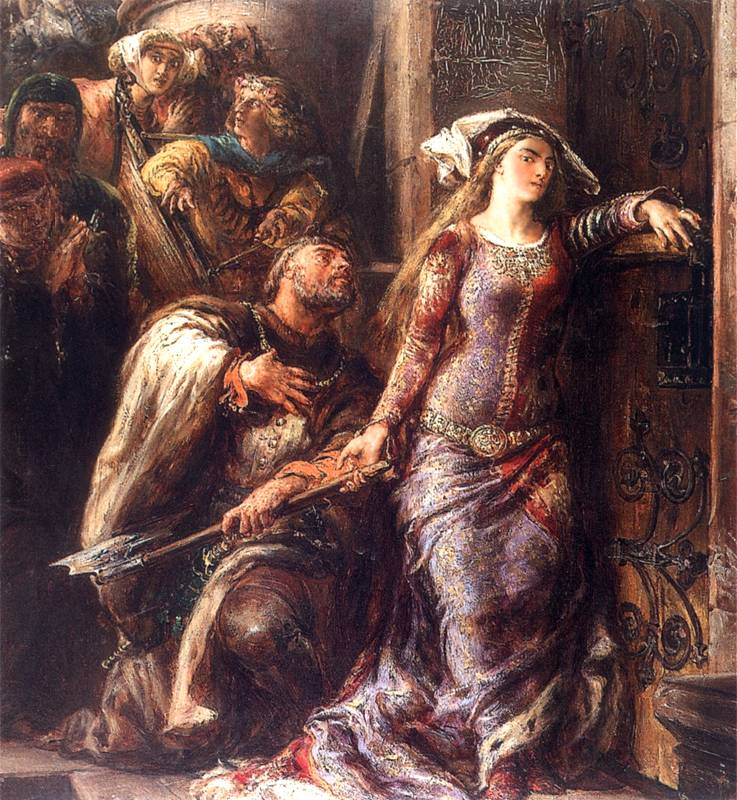
Jan Matejko, Dymitr z Goraja wstrzymujący Jadwigę od wyłamania drzwi na zamku królewskim w Krakowie

15 sierpnia 1378 polska królewna Jadwiga została zaręczona z austriackim księciem Wilhelmem Habsburgiem. Odbyła się nawet ceremonia ślubu pomiędzy dziećmi z pokładzinami (sponsalia de futuro).
23 sierpnia 1385 Jadwiga (już jako król Polski) i Wilhelm postanowili potwierdzić w Krakowie swe wcześniejsze zaślubiny. Ale panowie polscy z Rady Królestwa Polskiego, byli przeciwni temu małżeństwu. Wówczas Jadwiga wpadła na pomysł pokładzin, czyli konsumpcji cielesnej. Wilhelm za przyzwoleniem matki Jadwigi – Elżbiety Bośniaczki przybył do Krakowa, lecz nie został wpuszczony na zamek. Zdołał jednak przedostać się na Wawel z towarzyszącą mu liczną świtą, która miała zaświadczyć, że doszło do pokładzin. Kierowali się do komnat królowej, książę bowiem uważał Jadwigę za prawowitą małżonkę i otwarcie zmierzał do łożnicy. Wieść o tym szybko rozeszła się po zamku i Krakowie. Członkowie Rady ruszyli ku sali królowej, byli oburzeni: Wilhelm złamał zakaz wstępu na zamek. Skonsumowane małżeństwo byłoby zagrożeniem dla osadzenia na tronie Jagiełły i tym samym unii z Litwą. Panowie z Rady spieszyli do sypialni królowej. Już dobijali się do drzwi. Jadwiga poprosiła oblubieńca, by odszedł. Wilhelm uciekł spuszczony w koszu na linach po zamkowym murze. Jadwiga próbuje jeszcze wyjść z zamku, lecz zatrzymują ją straże. – Posłuchajmy Jana Długosza, a za nim Karola Szajnochy: – „Kto zabronił – pyta królowa – Panowie. – I mnież zabronią, królowej?! Podajcie topór! – Tak dalece nie sięgał zakaz: podano”. Jadwiga zaczęła rąbać toporem o drzwi. Była w ataku furii, więc należy docenić odwagę sędziwego podskarbiego koronnego Dymitra Goraja, który podszedł i prosił ją by odstąpiła od tego bezsensownego czynu.
Jadwiga była jednak królem, więc musiała uwzględnić również interesy państwa. Była przerażona tym, że ma wyjść za mężczyznę, który był od niej około 20 lat starszy. Szanse Jadwigi na ślub z Wilhelmem upadły, gdy w styczniu z Lublina do Krakowa przybył wielki książę litewski Jagiełło na chrzest, po rękę Jadwigi i tron Polski. Królowa wysłała do gościa swego dworzanina Zawiszę z Oleśnicy, by ten przyjrzał się Jagielle. Litewski książę szybko zorientował się po co przybył rycerz i zaprosił go do łaźni, by ten mógł przyjrzeć się przyszłemu królowi. Zawisza powiedział Jadwidze, że: Jagiełło ma wesołe oblicze, jest dobrze zbudowany, stateczny, nie pija alkoholu, tylko wodę źródlaną. 15 lutego Jagiełło przyjął chrzest w obrządku łacińskim. 18 lutego spokojna królowa (po zapewnieniach Zawiszy) w interesie państwa i całego świata chrześcijańskiego stanęła do ślubu. 4 marca 1386 w katedrze wawelskiej wielki książę litewski Władysław Jagiełło został koronowany na króla Polski. Wydarzenie to zapoczątkowało pierwszy okres jego rządów, we współpracy z młodą małżonką Jadwigą pozostającą niewątpliwie pod silnym wpływem małopolskich elit możnowładczych.
Już nigdy nie dowiemy się czy Jadwiga miała serce dla męża, czy raczej myślami była przy ukochanym Wilhelmie.
Jadwiga zmarła w lecie 1399 roku w wieku 25 lat, krótko po śmierci swej parotygodniowej córki Elżbiety Bonifacji.

## Gospodarka

### Rolnictwo
Osadnicy przybywający do Polski lokowali miasta i wsie na prawie niemieckim. Z zachodu przywozili ze sobą zachodnie sposoby uprawy roli. Nowe narzędzia i techniki uprawy przyjmowały się dosyć szybko w polskim rolnictwie. Kolejną przemianą w rolnictwie dokonaną przez kolonistów było wprowadzenie (powszechnej na zachodzie) trójpolówki. Jednak mimo rozwoju rolnictwa w tej części Europy, w niektórych dzielnicach Polski, takich jak Mazowsze i Ruś Halicko-Włodzimierska rozkwit nowych technik uprawnych był opóźniony.

### Górnictwo
Ówczesna Europa Środkowa była już wyspecjalizowana w wywozie surowców, który silnie aktywizował pod wglądem gospodarczym szlachtę, co powiększało rolę tej warstwy społeczeństwa. W górnictwie środkowoeuropejskim dominowały Węgry i Czechy. Polska po utracie Śląska straciła dostęp do kopalni złota w tym rejonie. Nigdzie na ziemiach polskich nie wydobywano złota. Wszystkie polskie kopalnie (oprócz kopalni w Inowrocławiu) znajdowały się w Małopolsce.
Ośrodki wydobycia surowców:
- Olkusz – srebro, ołów
- Chęciny – srebro, ołów, miedź
- Wąchock – żelazo
- Wieliczka – sól kamienna (zobacz: Kopalnia soli w Wieliczce)
- Bochnia – sól kamienna (zobacz: Kopalnia soli w Bochni)
- Inowrocław – sól kamienna (zobacz: Inowrocławskie Kopalnie Soli „Solino”, Kopalnia Soli „Solno” w Inowrocławiu)

Właścicielem kopalni soli w Wieliczce i Bochni było powstałe w XIII wieku przedsiębiorstwo – Żupa krakowska.
Ważny wpływ na polską gospodarkę miały kopalnie soli w Wieliczce i Bochni oraz kopalnie ołowiu w Olkuszu i Chęcinach. Polski ołów był potrzebny w Czechach, Saksonii i na Węgrzech jako surowiec pomocniczy przy wydobyciu srebra.

### Osadnictwo: rozbudowa miast i wsi
Przybywający osadnicy lokowali na prawie magdeburskim miasta i wsie. Miast było w tym okresie dużo, lecz były bardzo małe. Miasta małe były bardzo powszechne w Europie Środkowej i liczyły ok. 1000 mieszkańców. Duże miasta (jak na tutejsze standardy) były dość rzadkie i mniejsze od zachodnioeuropejskich miast średnich. Miasto, bądź wieś lokowana na prawie niemieckim posiadała immunitet skarbowy i sądowniczy. Osadnictwo w tym okresie objęło całe królestwo (zarówno jego zachodnie części, jak i ziemie ruskie), jednak w różnym stopniu natężenia. Rozwijało się w dobrach królewskich, kościelnych i rycerskich. Jednak aby tworzyć nowe osady miejskie i wiejskie potrzebni byli osadnicy. Napływ Niemców się zmniejszał i kierował się bardziej do miast niż na wieś. Dodatkowo lokowanie nowych osad było kosztowne. Koszt inwestycji był pokrywany przez zasadźcę lub właściciela gruntów, bądź przez obu równocześnie. Wkład inwestycyjny zasadźcy znajdował odbicie w wielkości przysługującego mu dziedzicznego uposażenia. Środków inwestycyjnych wymagała także przebudowa na prawie czynszowym starych osad. Tworzenie gospodarstw łanowych o stosunkowo dużym areale (od około 17 do 25 ha) byłoby niemożliwe bez uzupełniania inwentarza żywego i bez ulepszonych narzędzi pracy. Ówczesny ruch osadniczy, był więc ruchem inwestycyjnym. W tym ruchu przodowały dobra królewskie. Jednak posiadłości kościelne i rycerskie nie były daleko w tyle.
Trudno jest ocenić wkład monarszy w rozwój miast, wsi itp. Kronika katedralna krakowska w ustępie przypisywanym dawniej Janowi z Czarnkowa informuje, że za czasów Kazimierza „w borach, lasach, zagajnikach i miejscach porosłych krzewami zostało osadzonych tyle wsi i miast, ile niemal było kiedy indziej w Królestwie Polskim”. Zapiano tę opinię krótko po śmierci króla. Nie dysponujemy spisem osad przedkazimierzowskich, ani tych powstałych za jego panowania. Trudno więc ocenić ile osad przybyło za jego panowania, lecz przyrost osad musiał być wielki, tak jak pisał to kronikarz. Znajdujemy dowody przyrostu liczby osad w innych źródłach, mianowicie w dokumentach lokacyjnych. Z czasów Polski kazimierzowskiej zachowało się ich mniej więcej tysiąc. Jednak nie dostarczają one konkretnych informacji na temat liczby osad. Były to jednak dokumenty dotyczące m.in. odnowienia prawa magdeburskiego, nadanego im wcześniej, inne dotyczyły kontaktów z wójtami i sołtysami. Informacje zawarte w Kronice katedralnej krakowskiej są bardzo cenne, lecz podają tylko jedną stronę procesu osadniczego – tworzenie nowych osad – a nie wspominają o rozbudowywaniu już istniejących.

### Handel
Wiele polskich miast należało do Hanzy, największego związku handlowego w Europie. Staraniem polskiego króla wytyczono nowe szlaki kupieckie, zapewniające korzystniejsze warunki wymiany międzynarodowej. Stwarzając bariery celne i nadając miastom przywileje (prawo składu i przymus drogowy), Kazimierz wzmacniał pozycje rodzimych kupców, na co narzekano w państwach ościennych. Warto wspomnieć, że w handlu z Węgrami celowo zaniżano ceny soli, aby w ten sposób pokonać tamtejszą konkurencje w górnictwie tego minerału

### Waluta
Przed wprowadzeniem systemu groszowego na ziemiach polskich stosowano głównie denara brakteatowego. W 1300 w Czechach wprowadzono srebrną monetę groszową (grosz praski), która stała się monetą obiegową również w krajach sąsiedzkich (w Polsce, Austrii i na Węgrzech) oraz na Rusi Halickiej i Litwie. Ostatni Piastowie podjęli próby stworzenia polskiej monety działającej na terytorium całego kraju. Za Władysława Łokietka bito monetę złotą (na wzór florenów), jednak mała emisja i brak dostępu do surowców (złota), pokazują, że nie była ona przeznaczona do wprowadzenia w obieg. Grosz praski przestał być główną monetą w Polsce, gdy wyparła go reforma monetarna Kazimierza Wielkiego, która w 1367 doprowadziła do wprowadzenia nowej monety groszowej – grosza krakowskiego. 10 lat wcześniej król zapowiedział reformę monetarną: „Ponieważ jeden jest władca wszystkich, z radą i zgodą wszystkich naszych dostojników ma być w naszym królestwie jedna moneta, która powinna być wieczysta i dobra pod względem wartości, aby przez to była bardziej miła i pożądana od innych”

### Skarb państwa
Skarb państwa wydatnie zasilały dochody z dzierżawy żup solnych. Ponadto wpływały doń dochody z dóbr ziemskich pozostających w posiadaniu monarchy (jego domeny), z mennicy oraz cła i myta. Podstawę finansów państwa stanowiły podatki m.in. poradlne łanowe. Dalekowzroczna polityka gospodarcza Kazimierza przyniosła wzrost zamożności społeczeństwa, m.in. dzięki zwolnieniu z podatków w pierwszych latach po lokacji miast i wsi. Zamożniejsi poddani jako podatnicy lepiej mogli przysłużyć się państwu.

## Geografia
Polska wówczas nie posiadała dostępu do morza i była głównie krajem wyżynnym, o niewielkiej liczbie nizin, pojezierzy i gór. Wyżyny występowały na prawie całym obszarze państwa prócz Wielkopolski i Mazowsza. Wszystkie należały do (prowincji fizycznogeograficznej) Wyżyn Polskich. Wyżyny były oddzielane od siebie przez kotliny.
Pojezierza występowały na północy kraju.

### Jednostki fizycznogeograficzne
- Pozaalpejska Europa Środkowa – wyżyny
  - Wyżyny Polskie
    - Wyżyna Małopolska
      - Wyżyna Śląsko-Krakowska
        - Wyżyna Krakowsko-Częstochowska
          - Wyżyna Częstochowska
          - Rów Krzeszowicki
          - Grzbiet Tenczyński
          - Góry Świętokrzyskie

      - Niecka Nidziańska
      - Przedborska
      - Wyżyna Kielecko-Sandomierska

    - Wyżyna Lubelsko-Lwowska
      - Wyżyna Lubelska
      - Roztocze
      - Wyżyna Lwowska (od 1349)
- Niż Wschodnioeuropejski
  - Wyżyny Ukraińskie
    - Wyżyna Wołyńsko-Podolska (od 1349)
      - Wyżyna Wołyńska
      - Wyżyna Podolska
- Pozaalpejska Europa Środkowa – niziny i pojezierza
  - Nizina Środkowoeuropejska
    - Niż Środkowopolski
      - Nizina Południowowielkopolska
      - Nizina Mazowiecka (znajdowało się tu wówczas Księstwo mazowieckie – lenno Polski)
        - Nizina Północnomazowiecka
        - Nizina Środkowomazowiecka
        - Wzniesienia Południowomazowieckie

    - Pojezierza Południowobałtyckie
      - Pojezierze Południowopomorskie
        - Równina Inowrocławska
        - Równina Wrzesińska

      - Pojezierze Dobrzyńskie

### Rzeki
Najważniejszymi rzekami Królestwa były na:
- Zachodzie: Warta
- Północy: Narew
- Centrum: Wisła, Pilica, San, Wieprz
- Wschodzie: górny Dniestr
- Południu: Dunajec

| Rzeka   | Długość w km | Długość w Polsce w km | Zlewisko        | Państwa, przez które przepływała              |
| ------- | ------------ | --------------------- | --------------- | --------------------------------------------- |
| Wisła   | 1047         | ??                    | Morze Bałtyckie | Cieszyn, Polska, Mazowsze, państwo krzyżackie |
| Warta   | 808,2        | brak danych           | Odra            | Polska, Brandenburgia                         |
| Dniestr | 1352         | brak danych           | Morze Czarne    | księstwo halicko-wołyńskie, Mołdawia, Polska  |
| San     | 443,4        | brak danych           | Wisła           | Księstwo halicko-wołyńskie, Polska            |
| Wieprz  | 303          | brak danych           | Wisła           | Księstwo halicko-wołyńskie, Polska            |
| Bug     | 772          | brak danych           | Wisła           | Księstwo halicko-wołyńskie, Litwa, Polska     |
| Narew   | 884          | brak danych           | Wisła           | Litwa, Polska                                 |

### Sąsiedzi
- państwo zakonu krzyżackiego
- Księstwo Pomorskie
- Marchia Brandenburska
- Królestwo Czech
  - Księstwa śląskie (lenna czeskie)
- Królestwo Węgierskie
- Wielkie Księstwo Litewskie
- Księstwo halicko-wołyńskie (do 1340)
- Hospodarstwo Mołdawskie
- Księstwo mazowieckie (od 1351 lenno Polski)
- Księstwo płockie (od 1386 lenno Polski)

## Siły zbrojne
Służba wojskowa była powszechnym obowiązkiem wszystkich tych, którzy posiadali ziemię na prawie rycerskim, więc byli jej właścicielami i korzystali z immunitetu. Zostało to sformułowane w art. 39 statutu wielkopolskiego, skąd dowiadujemy się, że nie był to obowiązek czysto osobisty rycerza, ale rozciągał się na mniejszą lub większą liczbę osób, którą winien był ze sobą prowadzić. Natomiast w art. 13 statutu małopolskiego uregulowano sprawę służby wojskowej sołtysów. We wszystkich dokumentach przywilejach i kontraktach lokacyjnych mowa jest o obowiązkach wojskowych sołtysów, czasem nawet ściśle określanych co do wartości konia, zbroi, czy liczby towarzyszących pachołków. Stosunek lenny, jaki łączył sołtysa z jego panem zwierzchnim, z natury rzeczy winien go był również wiązać z panem w zakresie powinności wojskowych. Zaś w art. 14 statutu małopolskiego określono obowiązki rycerskie duchowieństwa. Jeżeli duchowny posiadał ziemię na prawie rycerskim, musiał wypełniać obowiązki wojskowe wobec państwa. jeżeli nie mógł, wówczas musiał przekazać swe dobra świeckiemu krewniakowi; w przeciwnym wypadku były konfiskowane.
By uniknąć pozorowanej służby wojskowej lub nieskoordynowanych działań, ustawowo wiązano rycerzy z określoną jednostką wojskową – chorągwią: rodowe (rycerze z jednego rodu), ziemskie (rycerze z jednej ziemi), nadworne (wojsko królewskie). Król pod groźbą konfiskaty majątku zabronił rycerzom wymykania się podczas wypraw wojennych i działań obronnych spod chorągwi, bo – jak uzasadnia odnośny artykuł statutu małopolskiego – „szpetna jest część, która nie podporządkuje się swojej całości”.
W obronie ludności wieśniackiej w art. 45 statutu małopolskiego król orzekł, że „zgiełk wojenny, z powodu nieporządnego rycerstwa, zwykł pustoszyć bardziej ziemie własne niż cudze, a to z racji niestosownych grabieży”. Niezależnie od tego artykułu król ogłosił pod nieznaną nam datą specjalną koordynację, w której zakazał rycerstwu urządzenia postojów w czasie wypraw wojennych po klasztorach, wsiach, miastach i zabudowaniach kościelnych i ustanowił cennik, który zabraniał rycerstwu zabieranie za darmo artykułów żywnościowych i paszy.
Jednostki bojowe:

Podstawą polskich sił zbrojnych w późnym średniowieczu było pospolite ruszenie.
- Chorągiew – podstawowa jednostka organizacyjna jazdy rycerskiej.
  - Chorągiew rodowa – skupiała rycerzy z tego samego rodu.
  - Chorągiew ziemska – skupiała rycerzy z tej samej ziemi.
  - Chorągiew nadworna – składała się z królewskiego wojska nadwornego.
- Pancerni – ciężka jazda. W przeciwieństwie do pospolitego ruszenia było to wojsko zawodowe. Nosili kolczugi i byli uzbrojeni w miecze i włócznie.
- Wojsko najemne – formacje wojskowe walczące za pieniądze.

### System obronny
Obrona państwa w XIV wieku była rozciągnięta na posiadaczy ziemskich i mieszczan. Wszyscy posiadacze ziemscy byli obarczeni służbą wojskową i musieli stawiać się na wezwanie monarchy, z pocztem wojskowym proporcjonalnym do posiadanego majątku. Szlachta została obciążona budową i utrzymaniem zamków obronnych na ziemi, z której pochodziła. Mieszczanie i chłopi nie byli powoływani do wojska. Miasta zostały obarczone kosztami fortyfikacji miejskich (mury, wieże, bramy) i ich obroną. Wielkie zmiany zaszły w systemie fortyfikacji. Drewniano-ziemne grody piastowskie zostały zastąpione przez nowsze i lepsze zamki murowane. Zamek był dodatkowo chroniony murami, wzmocnionymi przez wieże. Dodatkowo wokół zamku rozciągała się fosa, a co za tym idzie posiadał most zwodzony, który po podniesieniu stanowił dodatkową obronę dla bramy. Obowiązkowo w każdym zamku była studnia. Nie raz musiała być bardzo głęboka, gdy zamek stał na górze. Wokół zamku wycinano wszystkie drzewa i nie budowano żadnych budynków. Była tam czysta pustka. Dawało to wielką przewagę obrońcom, ponieważ atakujący nie mieli żadnej osłony i oblężenia udawały się jedynie gdy obrońcom groziła śmierć głodowa. Kazimierz Wielki przewidywał budowę zamków na całej granicy ze Śląskiem i państwem krzyżackim. Po zdobyciu Rusi Halickiej, rozpoczął jej fortyfikacje. Zbudował i przebudował ok. 53 zamki i 27 fortyfikacji (murowanych), a to musiało być ogromnym przedsięwzięciem finansowym dla kraju. Przywilej koszycki z 1374 ograniczył obowiązki wojskowe szlachty.
Ufortyfikowane miasta
- Małopolska – Kazimierz, Wieliczka, Skawina, Lelów, Sandomierz, Wiślica, Szydłów, Radom, Opoczno, Lublin, Będzin, Olkusz, Bodzentyn, Iłża, Tarnów.
- Wielkopolska – Kalisz, Pyzdry, Stawiszyn, Konin, Wieluń, Żnin.
- Kujawy – Rypin.
- Ziemia sieradzka – Piotrków.
- Ziemia łęczycka – Łęczyca, Inowłódz.
- Mazowsze – Płock.
- Ruś – Lwów, Krosno.

Zamki
- Małopolska – Wawel, Lublin, Sieciechów, Solec, Zawichost, Nowe Miasto Korczyn, Lanckorona.
- Wielkopolska – Kalisz, Konin, Nakło, Wieluń, Międzyrzecz, Ostrzeszów, Bolesławiec.
- Kujawy – Kruszwica, Złotoria, Przedecz, Bydgoszcz.
- Ziemia sieradzka – Sieradz, Brzeźnica.
- Ziemia łęczycka – Łęczyca, Inowłódz.
- Ruś – Lwów (dwa grody-zamki), Przemyśl, Sanok, Lubaczów, Trembowla, Halicz[2].

## Władcy Zjednoczonego Królestwa Polskiego

### Władcy niekoronowani
| Portret | Herb | Imię             | Okres panowania | Rodzice                                       | Urodzony | Zmarł | Dynastia       | Informacje dodatkowe  |
| ------- | ---- | ---------------- | --------------- | --------------------------------------------- | -------- | ----- | -------------- | --------------------- |
|         |      | Jan Luksemburski | 1310–1335       | Henryk VII Luksemburski, Małgorzata Brabancka | 1296     | 1346  | Luksemburgowie | tytularny król Polski |

### Władcy koronowani
| Portret | Herb | Imię                 | Okres panowania | Rodzice                                    | Urodzony | Zmarł | Dynastia      | Informacje dodatkowe         |
| ------- | ---- | -------------------- | --------------- | ------------------------------------------ | -------- | ----- | ------------- | ---------------------------- |
|         |      | Władysław I Łokietek | 1320–1333       | Kazimierz I kujawski, Eufrozyna opolska    | 1260     | 1333  | Piastowie     | 6. król Polski.              |
|         |      | Kazimierz III Wielki | 1333–1370       | Władysław I Łokietek, Jadwiga Bolesławówna | 1310     | 1370  | Piastowie     | 7. król Polski.              |
|         |      | Ludwik Węgierski     | 1370–1382       | Karol Robert, Elżbieta Łokietkówna         | 1326     | 1382  | Andegawenowie | 8. król Polski. król Węgier. |
|         |      | Jadwiga Andegaweńska | 1384–1386       | Ludwik Węgierski, Elżbieta Bośniaczka      | 1374     | 1399  | Andegawenowie | 9. król Polski.              |